# Grant Wood

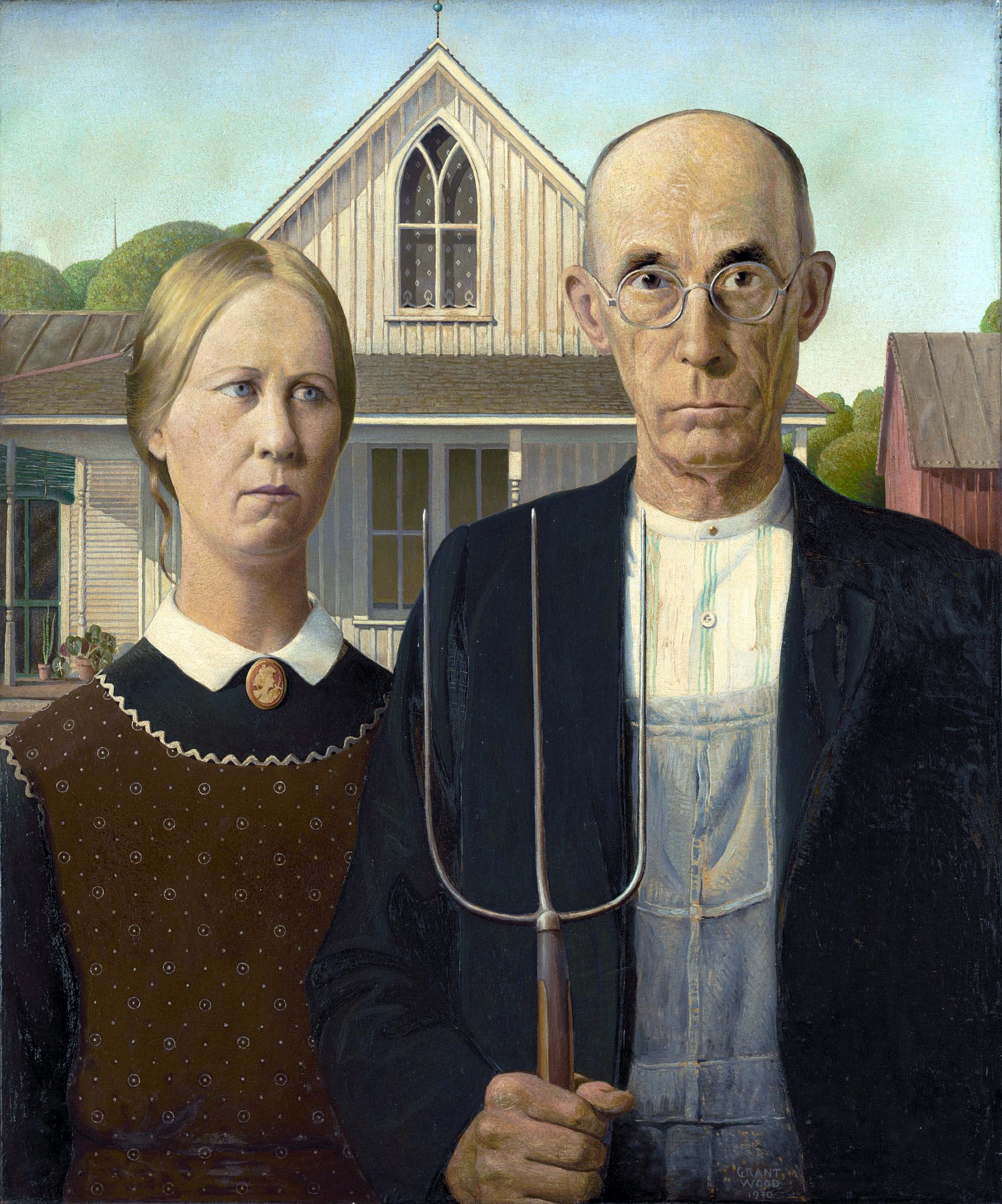
Leghíresebb műve, az Amerikai gótika (1930), Art Institute of Chicago

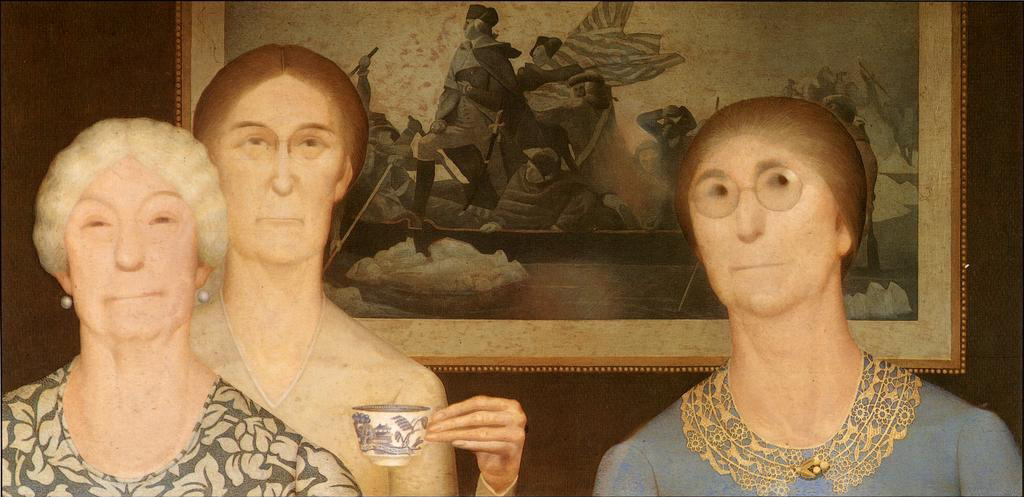
Daughters of Revolution (1932)

Grant DeVolson Wood (Anamosa, 1891. február 13. – Anamosa, Iowa 1942. február 12.), amerikai festő, a Közép-Nyugat falusi életének ábrázolója. Legismertebb képe az Amerikai gótika (1930).